# BICD1
BICD1‏ (BICD cargo adaptor 1) هوَ بروتين يُشَفر بواسطة جين BICD1 في الإنسان.

## الوظيفة
هذا الجين هو أحد نظيرين بشريين لهمجة bicaudal-D. وقد ثبت تورطه في نقل الغشاء المستقل عن COPI من جهاز غولجي إلى الشبكة الإندوبلازمية. وقد تم وصف متغيرين من الوصل البديل. كما تم وصف متغيرات أخرى من الوصل البديل التي تشفر أشكال بروتينية مختلفة ولكن لم يتم تحديد طبيعتها الكاملة.

## التفاعل
لقد ثبت أن BICD1 يتفاعل مع RAB6A.